# Fluffer

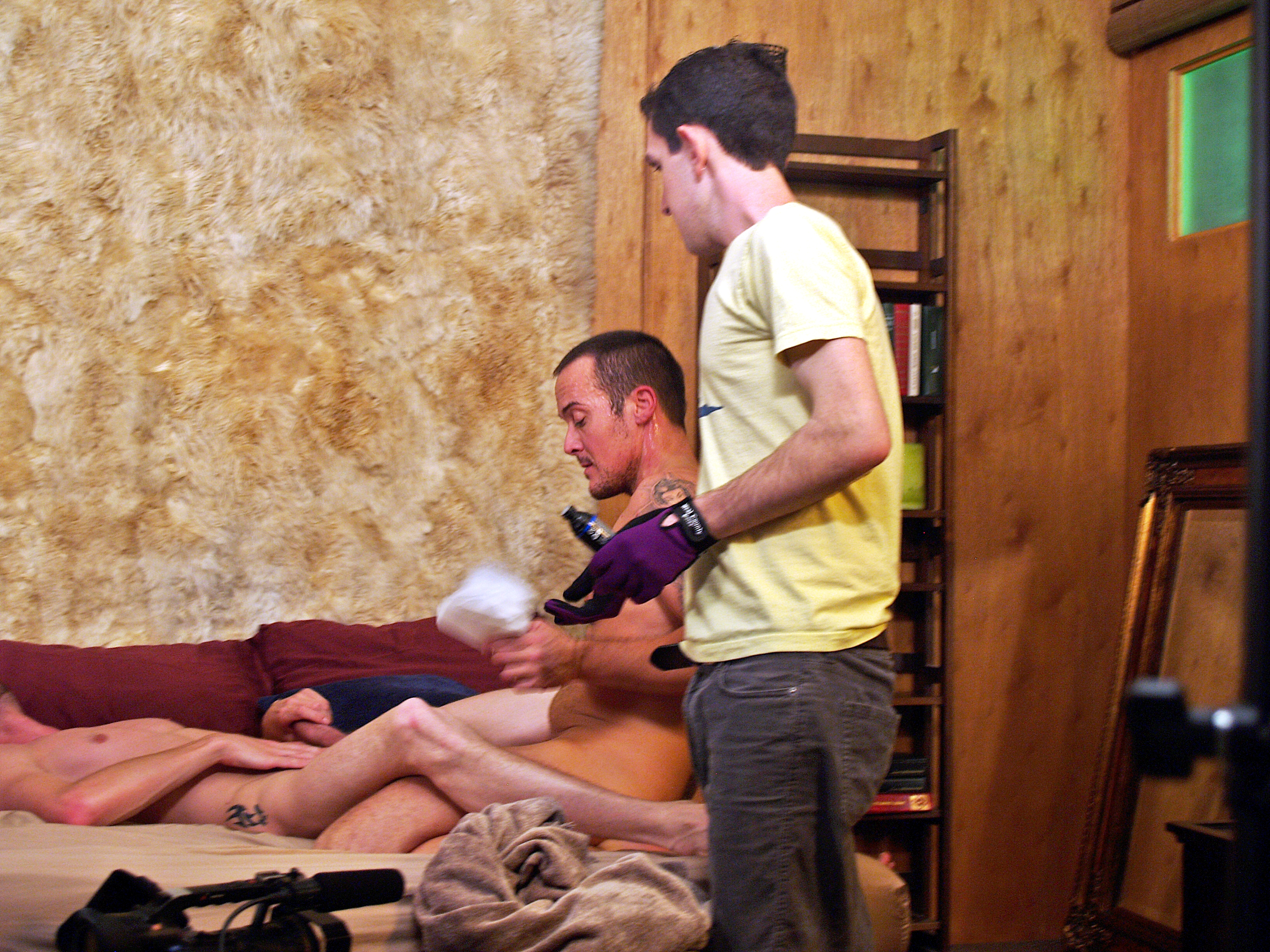
Um fluffer atuando no intervalo entre as filmagens de um filme pornográfico.

Fluffer é a ocupação, cada vez menos utilizada no cinema pornográfico, que consiste no estímulo feito no órgão genital masculino entre as filmagens de um filme pornô. Com a melhoria dos recursos tecnológicos, a gravação de uma cena exige cada vez menos pausas; e as pausas feitas são cada vez mais rápidas.